# Balgownie Rangers Football Club
Il Balgownie Rangers Football Club, conosciuto anche come Balgownie Rangers, è una società di calcio australiana, con sede a Wollongong, nel sobborgo di Balgownie. È il club calcistico, ancora in attività, più antico del paese.

## Storia
Il club venne fondato nel 1883, risultando la quinta squadra australiana più antica per fondazione, dopo Wanderers, Arcadians, Granville, Kings College ed un altro club di cui si ignora il nome ma formatosi antecedentemente al 1883, ma è l'unica ancora attiva. La spinta alla nascita del club venne dal giovane immigrato scozzese Peter Hunter, che già aveva giocato a livello giovanile nel suo paese d'origine che dalle partite di calcio organizzate tra i minatori che giocavano in un terreno ricavato da un recinto di mucche di proprietà del minatore James Cram. Le prime partite del club lo videro impegnato contro il "Bulli" ed il "Woonona".
All'inizio del 1900 lo stadio fu spostato nella posizione attuale in Para Street a Balgownie, venendo dedicato James 'Judy' Masters, giocatore del Balgownie Rangers che fu capitano della nazionale australiana e considerato il più importante giocatore nativo australiano della sua epoca. Nel febbraio 2024 è stato inserito nel Club of Pioneers, associazione che raccoglie i club più antichi di ogni nazione.